# 周雅琴 (演员)
周雅琴（1946年—），浙江宁波人，越剧女演员，中国戏剧家协会会员。
1959年考入上海市静安区艺训班，1960年转静安区戏曲学校越剧班。1962年进入合作越剧团拜戚雅仙为师，成为戚派大弟子。1980年进入静安越剧团并成为当家花旦。1993年离开剧团，旅居美国。
她扮相、身段俱佳，文武兼备，表演注重传神，花旦、青衣、闺门旦、武旦均能应工，在戏路风格方面较之其师有很大的突破。代表作主要有《还魂记》、《百花公主》、《花为媒》、《双珠凤》、《杜秋娘》等。